# Trina Kuenis
Trina Kuenis (Gluringen, ? - Biel, 1466)  fue una mujer originaria del Cantón del Valais (Suiza), quien, junto a su hija Nesa, fue acusada de brujería y condenada a morir en la hoguera. Ambas fueron ejecutadas en el condado de Biel, en el valle de Goms, en 1466. Esta ejecución se enmarcó en la segunda ola de juicios por brujería en Valais.

## Biografía

### Contexto histórico
En 1466, Walter Supersaxo, conde de Valais y obispo de Sion entre 1457 y 14825, inició una investigación general con el fin de identificar, juzgar y castigar a las personas acusadas de brujería. Su posición como conde le daba poder temporal, mientras que espiritualmente, en su papel de obispo, estaba convencido de la necesidad de combatir las prácticas heréticas. Intentó consolidar los poderes del obispo y  se implicó en la disputa sobre la sucesión al  vidomnado de Anniviers. La investigación marca el inicio de la segunda ola de caza de brujas en el Valais, en un momento en que el recuerdo de 1428 aún estaba fresco en la memoria de la población local. El obispo confiscó los bienes de los quemados por brujería, que en ocasiones eran legados a su hijo ilegítimo Georges Supersaxo. Este último sucedió a su padre como señor episcopal de Anniviers y capitán del distrito de Sión en 1478.

### Brujería y condena en Valais
Trina Kuenis es viuda de Hans Kuenis y tiene tres hijos en el momento del juicio: Hans, Nesa y Magdalena. Durante la investigación, algunas de las personas entrevistadas hicieron hincapié en su mala reputación: se decía que había envenenado a su marido, que había sido responsable de la muerte de Jeninus Andermatten y que había hechizado vacas. Su hija Nesa, en pareja con Hans von Uren, era su cómplice. La hija de Nesa, Cecilia Kuenis, también fue implicada pero no fue condenada. En total, veinticinco personas (incluidos quince hombres y diez mujeres) sospechaban que Trina Kuenis era una bruja. Trina y Nesa eran, además, mujeres de pocos recursos.
Christa Puntix, así como el matrimonio Cecilia y Jenni Annen, acusaron a Nesa de causar la muerte de su hijo, mientras que Antelen Lowiner la culpó de la enfermedad de una vaca y Cecilia Belinx de un caso de impotencia. El juez Antoine Rugger se sumo a las acusaciones denunciando que Trina y Nesa eran también responsables de la muerte de vacas. El juez, apoyado por el clan Humprecht, hizo gala de gran tenacidad al condenar a la hoguera a Trina Kuenis y a su hija.
Al principio de este proceso también estuvieron implicados hombres, por ejemplo Klaus Schrotter, zapatero de Ritzingen juzgado en 1467, y Henslinis Heymen, condenado a la hoguera el 10 de julio de 1466 en Biel. En el distrito de Conches, sin embargo, hay más mujeres acusadas de brujería y el notario menciona una investigación general contra las "brujas", omitiendo el término masculino "brujo", lo que, según Chantal Ammann-Doubli, revela una cierta misoginia y un cambio semántico que anuncia el tema del aquelarre de las brujas.
Cuando Trina y su hija mostraban generosidad ofreciendo una bebida a Jeninus Andermatten o una gallina a tres hombres, los aldeanos describen estas acciones negativamente en vista de la reputación de brujas de la madre y la hija. Se dice que tuvieron contactos con mujeres quemadas por brujería en Urseren.
Trina es torturada y obligada a confesar que su hija es cómplice de sus actos diabólicos. Nesa, por su parte, se ve obligada a confesar que su madre la inició en las prácticas de brujería. Cabe destacar que no fueron condenadas individualmente, sino en una única sentencia, que les leyó Walter Supersaxo, obispo de Sión. Este las entregó al brazo secular para que ejecutara la sentencia.
No se les concedió el derecho a sepultura, y sus cenizas debieron ser arrojadas, como era costumbre, al Ródano y sus bienes confiscados, privando a sus herederos de su herencia.
Las actas del proceso se encuentran entre las más antiguas del condado de Biel; se conservan cuidadosamente para establecer un precedente legal en caso de disputas con el mayor de Conches, demostrando que Biel es capaz de llevar a cabo un juicio por brujería. Estos documentos son notables, ya que atestiguan la condena de una pareja de madre e hija (en el Valais hay sobre todo huellas de condenas padre-hijo, como Pierre de Torrenté y su hijo Nycollin, ambos notarios). También cabe señalar que en las actas judiciales de los procesos por brujería en otros lugares del Valais, rara vez se menciona a las con algo más que su nombre de pila o su relación matrimonial, lo que no es el caso de Nesa Kuenis, cuyo apellido en los actas no aparece asociado al de su marido, sino al de su madre.